# Пахарь (Кировская область)
Пахарь — поселок в составе Мурашинского района Кировской области. 

## География
Находится на расстоянии примерно 12 километров по прямой на юго-восток от районного центра города Мураши.

## История
Основан в 1825 году, прежние названия: починок Митин, Сенин. В 1926 году число жителей 61 и 10 хозяйств, позднее количество дворов увеличилось до 50. В поселке имелись несколько двухэтажных деревянных зданий, вокзал, клуб, медпункт, почта, школа, три магазина, пекарня. Жители работали в Воронежском леспромхозе, который закрыт в 1960 году, после чего многие уехали. В 1950 году учтено дворов 100 и 314, в 1989 18 жителей. До 2021 года входил в Мурашинское городское поселение Мурашинского района, ныне непосредственно в составе Мурашинского района.

## Население
Постоянное население  составляло 2 человека (русские 100%) в 2002 году, 1 в 2010.